# Falmouth (Jamajka)
Falmouth – miasto na Jamajce, w hrabstwie Cornwall, siedziba administracyjna regionu Trelawny. W 1991 roku liczyło ok. 7 tys. mieszkańców.